# Knjižnica tehniških fakultet, Maribor
Knjižnica tehniških fakultet, Maribor (kratica KTFMB) je visokošolska knjižnica, ki deluje v sklopu Fakultete za strojništvo, Fakultete za elektrotehniko, računalništvo in informatiko, Fakultete za gradbeništvo in Fakultete za kemijo in kemijsko tehnologijo.